# Главный Туркменский канал

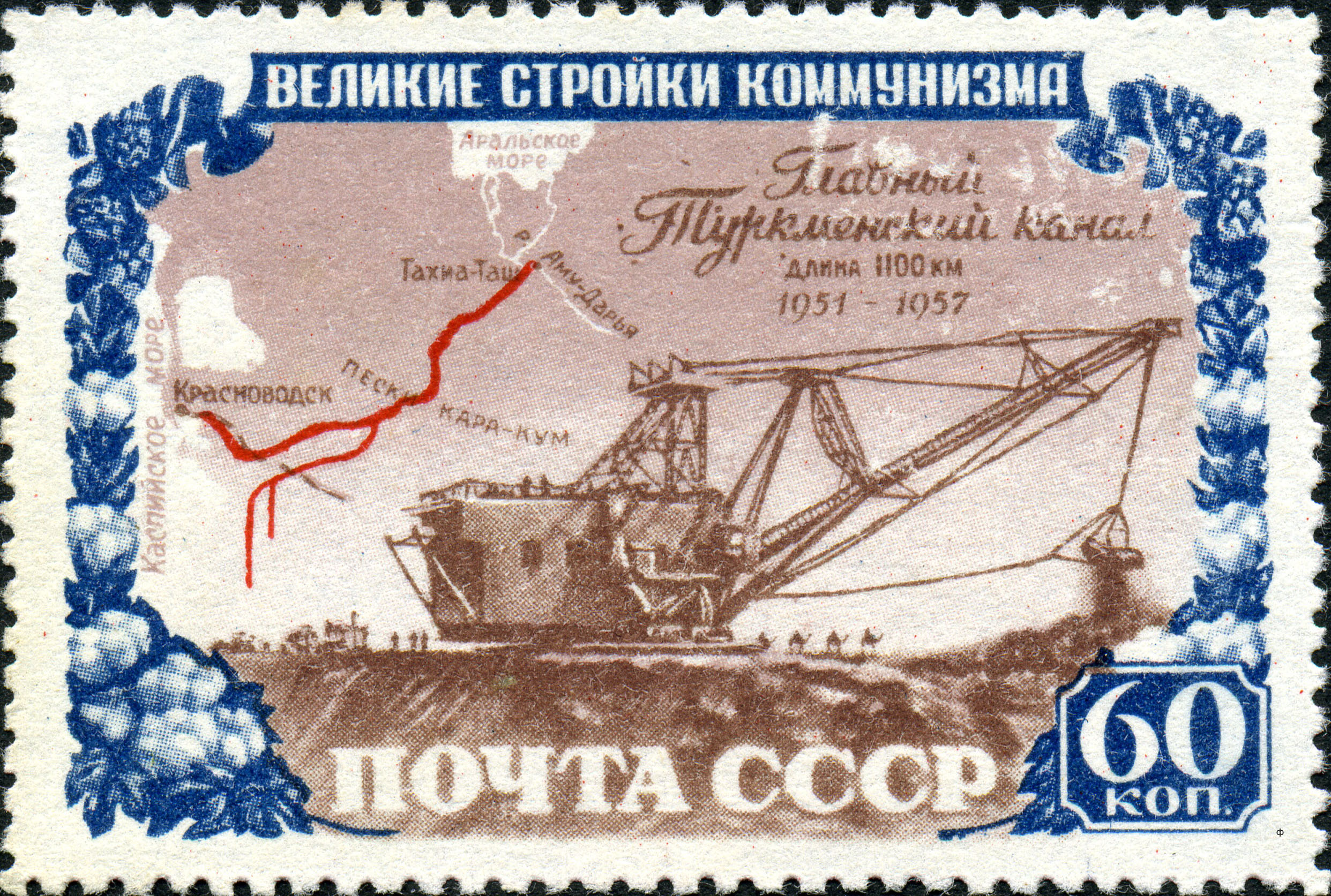
Марка СССР 1951 года посвящённая Главному Туркменскому каналу.

Главный Туркменский канал — незавершённый широкомасштабный проект обводнения и мелиорации Туркменской ССР, одна из «Великих строек коммунизма». Канал предполагалось провести от реки Амударьи до Красноводска (Каспийское море) по древнему высохшему руслу Узбоя для развития хлопководства, освоения новых земель в Каракалпакии и в Каракумах, а также для судоходства от Волги до Амударьи. Строился в 1950—1955 годах, затем работы прекратились. Строительство широко освещалось в газетах начала 1950-х годов и называлось «Сталинской стройкой века» и «Воплощением Сталинского плана преобразования природы».

## Проект канала
В 1929 году был построен Бассага-Керкинский канал длиной 100 км по Келифскому Узбою в глубь юго-восточных Каракумов. В 1930 году началось строительство каналов для обводнения Туркменской ССР. В 1932 году начались разработки проекта отвода Амударьи в западную Туркмению и к берегам Каспийского моря для орошения земель. Проект поддерживал гидролог В. В. Цинзерлинг, который оценил объём водоотдачи в 17—35 км³ воды, что по оценкам не должно было повредить хозяйству Узбекской ССР и экологии Аральского моря.
Предполагалось заполнить озеро Сарыкамыш и изъять от 30 до 50 км³ в год в течение 4—8 лет. Этот вариант был одобрен Госпланом СССР в 1932 году. В основу строительства был положен вариант проекта Средазгипровода. Канал должен был стать вторым по длине каналом в мире. Его протяженность предполагалась более 1200 километров, начиная от мыса Тахиаташ на левом берегу Амударьи (в 12 км к югу от Нукуса) до Красноводска, у Каспия, однако сброса вод в Каспийское море не планировалось.
По трассе канала планировалась система плотин, шлюзов, водохранилища, три гидроэлектростанции общей мощностью 100 тыс. кВт, отводных каналов и трубопроводов длиной свыше 1 тысячи километров. В начале канала строилась огромная плотина в Тахиаташе, которая должна была сочетаться с гидроэлектростанцией. 25 % стока Амударьи должно было отводиться в новый канал, Аральское море должно было снизить уровень, а земли, возникшие при отступлении моря, предполагалось использовать в сельском хозяйстве, засолённость низовий Амударьи по расчётам должна была снизиться. Проектировалось построить вокруг канала 10 тысяч километров магистральных и распределительных каналов, 2 тысячи водоёмов. Ширина канала должна была быть более ста метров, глубина — 6—7 метров. Планировалось использование десяти тысяч самосвалов, бульдозеров, экскаваторов. Строительство предполагалось закончить к 1957 году.

## Ход строительства
После постановлений Совета министров СССР в сентябре 1950 года строительство вело созданное управление «Средазгипрострой» МВД СССР, базировавшееся в Ургенче (Узбекская ССР), куда доходила железная дорога.
С ноября 1950 года рабочие приступили к строительству лагерей для заключённых ГУЛАГа на 2000 человек и перевалочных баз.
В декабре 1950 года был заложен посёлок у мыса Тахиаташ на левом берегу Амударьи, на котором ранее стояло до того два укрытия от непогоды для бурлаков. В посёлке стали строиться два лагеря для заключённых по 1500 человек. В Тахиаташ стали поступать массовые грузы со всей страны, по воспоминаниям, учёт грузов вели крайне плохо, значительная часть их похищалась, не учитывалась или не использовалась из-за плохого складирования.
В 1951 году было построено несколько лагерей и хозяйственных объектов. 15 июня 1952 года была открыта железная дорога Чарджоу — Ходжейли и проведена ветка до Тахиаташа. Создавалась инфраструктура для развития стройки, организовывались изыскательные экспедиции, подключалась авиация. Количество работающих на стройке оценивается в 10 тысяч человек, из них больше половины составляли заключённые.
После смерти Сталина, по предложению Лаврентия Берии, строительство канала было приостановлено 25 марта 1953 года, а затем и прекращено.
С 1954 года началось строительство Каракумского канала, который достиг длины 1300 км и оросил значительную часть территории Туркменской ССР.